# NGC 5984
NGC 5984 је спирална галаксија у сазвежђу Змија која се налази на NGC листи објеката дубоког неба.
Деклинација објекта је + 14° 13' 56" а ректасцензија 15h 42m 53,1s. Привидна величина (магнитуда) објекта NGC 5984 износи 12,6 а фотографска магнитуда 13,3. Налази се на удаљености од 18,716 милиона парсека од Сунца. NGC 5984 је још познат и под ознакама UGC 9987, MCG 2-40-11, CGCG 78-52, IRAS 15405+1423, PGC 55853.